# Mv
mv és una ordre de Unix usat per moure o canviar el nom arxius o directoris del sistema de fitxers. L'arxiu original és esborrat i el crea un nou arxiu amb el mateix contingut, el nom pot ser diferent o pot ser el mateix. En cas que es faci servir en la mateixa ruta amb el nom del fitxer i un altre nom només canviés el nom del fitxer.
mv prové de la paraula move que significa moure en anglès.

## Opcions
```
$ mv fitxer1 fitxer2
```

Canvia el nom del fitxer1 a fitxer2
```
$ mv arxiu1 /directori/fitxer1
```

Mou un arxiu d'un origen a una destinació
```
$ mv -f fitxer1 /directori/fitxer1
```

Sobreescriu/reemplaça el fitxer de destinació sense preguntar a l'usuari
```
$ mv -i fitxer1 /directori
mv: sobreescriure «directori/fitxer1»? (s/n):
```

Pregunta per cada fitxer a sobreescriure abans de fer-ho
```
$ mv -v fitxer1/directori
«arxiu1» -> «directori/fitxer1»
```

Mostra el nom de cada fitxer a ser mogut